# Місце бою 25-го танкового корпусу (Терни)
Пам'ятник воїнам 25-го танкового корпусу в с. Терни Чернявщинської сільської ради Юр'ївського району Дніпропетровської області.

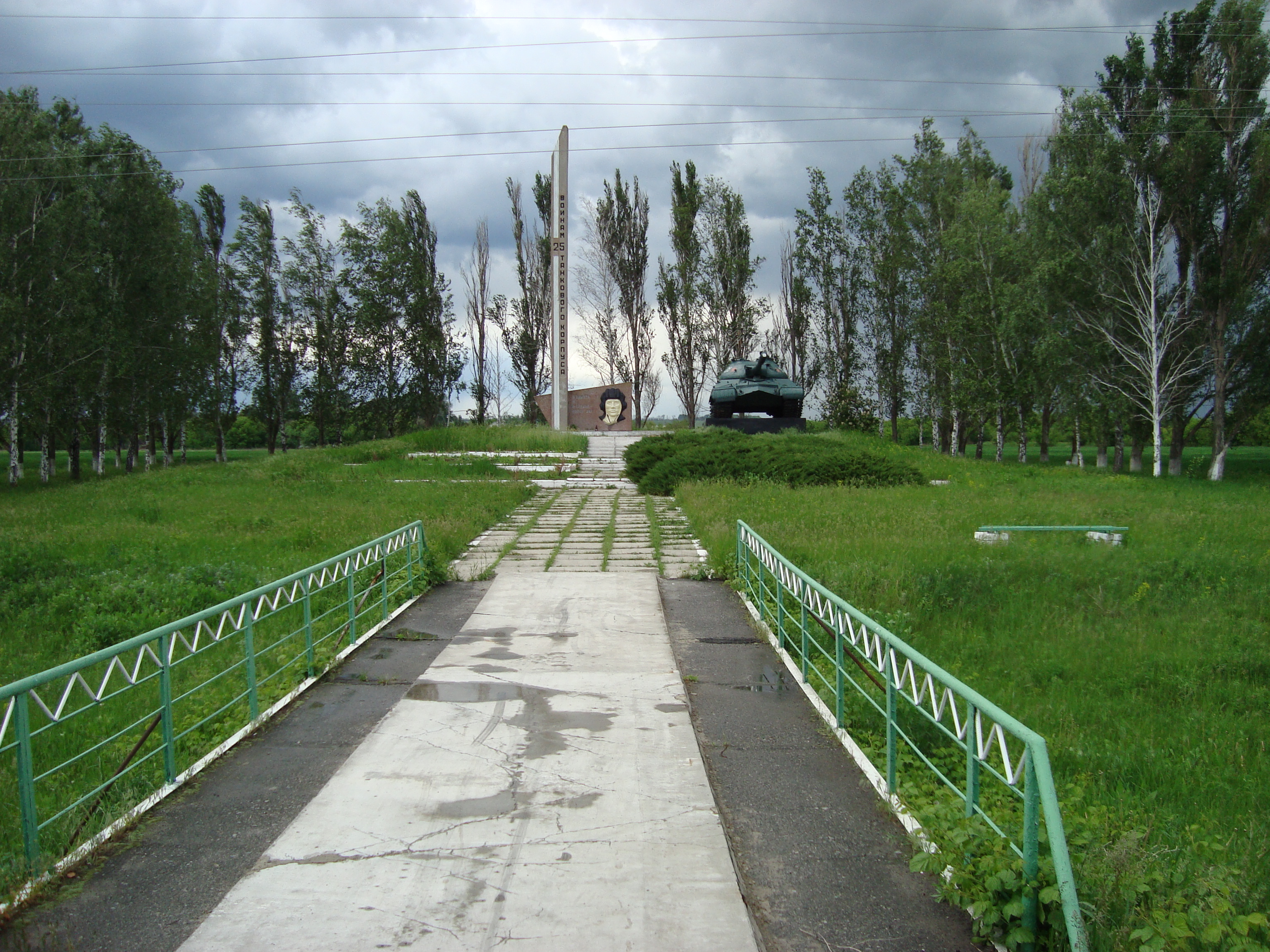

## Історія
Пам'ятник воїнам 25-го танкового корпусу був встановлений 8 травня 1975 року на місці бою на західній околиці села, біля автотраси каналу «Дніпро—Донбас».
У другій половині лютого 1943 року війська Південно-Західного фронту продовжували вести наступ, зокрема на місто Павлоград, пробиваючись усе далі в тил донбаського угрупування ворога.
6-й Армії на час лютневих наступів було передано на укріплення 25-й танковий корпус (командир — генерал танкових військ Павлов П. П.). Проти 6-ї Армії пішли в наступ з'єднання танкового корпусу СС. Самовіддано бились радянські воїни, але ворог нарощував удари.
25-й танковий корпус відірвався від частин 6-ї Армії, віддалився від баз постачання. Запаси пального, боєприпаси, харчування не поповнювалися. Становище ставало все важчим.
23 лютого 1943 відбувся великий бій. У ході бою багато воїнів 25-го танкового корпусу загинули.
У 1975 році на місці бою 25-го танкового корпусу був установлений пам'ятний знак: тригранний 30-ти метровий бетонний пілон, стелу у формі неправильного чотирикутника, перед пілоном — пальник «Вічного вогню». Праворуч від пілона на постаменті встановлений танк Т-34. Пам'ятка розміщена на підвищенні, до неї ведуть 9 сходинок, площа навколо пам'ятки (6,0 х 4,8 м) викладена бетонними плитами.
Через 2 дні після бою 562 загиблих танкісти були зібрані місцевими жителями і поховані в 2 братські могили на західній околиці села. Прізвища загиблих невідомі.
У 1967 році червоні слідопити однієї з Харківських шкіл знайшли в полі братську могилу, де було поховано біля 100 радянських воїнів, що загинули теж у лютому 1943 року. У тому ж 1967 році їх останки були перезахоронені в 3-ю братську могилу на західній околиці села. Прізвища загиблих невідомі.
На даний час це пам'ятка «Група могил: 3 братських радянських воїнів», село Терни, на західній околиці села, біля траси каналу «Дніпро-Донбас».
251 воїн-танкіст похований у братській могилі в центрі села Терни «Братська могила радянських воїнів-танкістів». Прізвища загиблих невідомі.

## Додаток
На пілоні — вертикально розміщений текст «Воинам 25-го танкового корпуса». На стелі — напис «В памяти и в сердце — навсегда!» і барельєфне погрудне зображення танкіста в шоломі. Територія пам'ятки упорядкована.